# Visuell roman

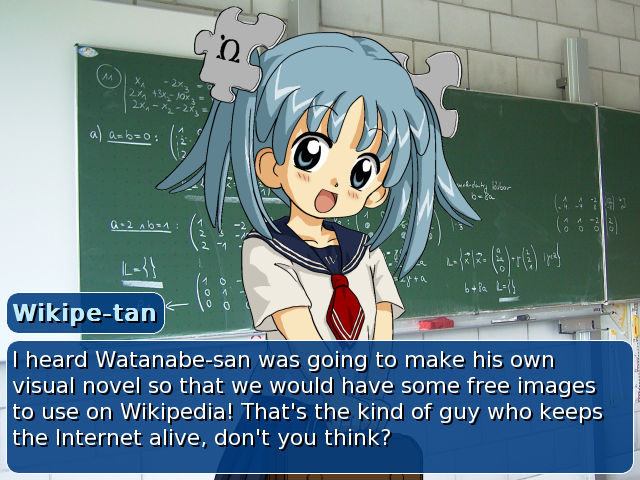
Typiskt upplägg av en visuell roman, med en namnruta och dialogruta i förgrunden, en statisk figursprite, och en bakgrundsbild.

Visuell roman, på japanska känt som ”visual novel” (ビジュアルノベル bijuaru noberu?), och ofta förkortat VN, är en datorspelsgenre som främst utvecklas i Japan. Genren kännetecknas av låg interaktivitet, ofta statiska figurspriter och bakgrunder, samt stort fokus på spelets figurer och berättelse. Ofta handlar berättelserna om att bygga upp relationer med andra figurer, men det finns visuella roman-berättelser av alla genrer.

## Utgivning utanför Japan
Medan vissa visuella romaner, såsom Ever 17: The Out of Infinity (KID) och Ace Attorney-serien (Capcom), har släppts officiellt utanför Japan, finns majoriteten endast att tillgå officiellt på japanska. För icke-japanskspråkiga visuell roman-spelare finns det inofficiella översättningar av många visuella romaner, utvecklade av grupper av visuell roman-entusiaster; Remember 11: The Age of Infinity (översatt av TL Wiki) och Fate/stay night (översatt av Mirror Moon) är exempel på sådana visuella romaner.
Utöver japanska visuella romaner finns det visuella romaner ursprungligen skrivna på andra språk, oftast engelska. Sådana kallas ibland OELVN, vilket är en förkortning för "original English language visual novel" ("ursprungligen engelskspråkig visuell roman"). Dessa är inte alls lika vanliga som sådana skrivna på japanska, och är oftast amatörprojekt, till skillnad från japanska visuella romaner som ofta är kommersiella. Som exempel på icke-japanska visuella romaner finns Analogue: A Hate Story (Christine Love) och Dysfunctional Systems (Dischan Media).